# 東陂戰鬥
東陂戰鬥發生於1932年9月3日，持續約三天。該戰鬥發生地點則是在中國贛南一帶。該戰鬥是第一次国共内战主要戰鬥之一，交戰一方為中華民國國民革命軍，另一方則為中國共產黨所領導之中國工農紅軍。